# Deseo (álbum de Pastora Soler)
Deseo es el quinto disco de estudio de la cantante sevillana Pastora Soler y el último con la discográfica Emi-Odeón. Su lanzamiento se llevó a cabo el 28 de noviembre de 2002. Su primer sencillo fue Guerra fría. Con este trabajo, Pastora se mueve en sonidos más cercanos a la música dance. También tocará ritmos latinos en Café, café o sonidos árabes en Amor, amor.

## Listado de canciones
1. "Herida" - 3:44
2. "Allí estás tú" - 3:53
3. "Se me va la vida" - 3:35
4. "Guerra fría" - 2:56
5. "Ya no queda nada" - 3:40
6. "Café, café" - 3:32
7. "Amor, amor" - 3:47
8. "Me quema el amor" - 3:26
9. "Sin ti" - 4:30
10. "Bésame" - 4:20
11. "Y que pequeña soy yo" - 5:57

## Sencillos
1. "Guerra fría" (2002)
2. "Herida" (2002)
3. "Se me va la vida" (2003)
4. "Café, café" (2003)